# Hufen
Hufen ist eine Ortschaft in der Stadt Waldbröl im Oberbergischen Kreis im Regierungsbezirk Köln.

## Lage
Das Dorf liegt circa zwei Kilometer südöstlich vom Stadtzentrum entfernt.
1467 wurde der Ort das erste Mal urkundlich erwähnt und zwar „Theill van der Hoeven wird als Zeuge bei einem bergischen Grenzumgang genannt.“ Die Schreibweise der Erstnennung war Hoeven.

### Freizeit
Durch Hufen führen die Wanderwege A4, von Waldbröl kommend und O, von Niederhof (Waldbröl) kommend.

### Linienbus
Haltestelle: Hufen
- 343 Waldbröl, Windeck-Leuscheid

## Personen
- Wilfried Hansmann (1940–2021), deutscher Kunstwissenschaftler und Denkmalpfleger